# Synagogenbezirk Hohensolms
Der Synagogenbezirk Hohensolms mit Sitz in Hohensolms, heute ein Ortsteil der Gemeinde Hohenahr im Lahn-Dill-Kreis in Hessen, wurde nach dem Preußischen Judengesetz von 1847 geschaffen. 
Zum 1. August 1853 wurde Hohensolms zum Sitz eines Synagogenbezirks bestimmt. Zum Synagogenbezirk Hohensolms gehörten auch Erda und Altenkirchen.